# 石炭車

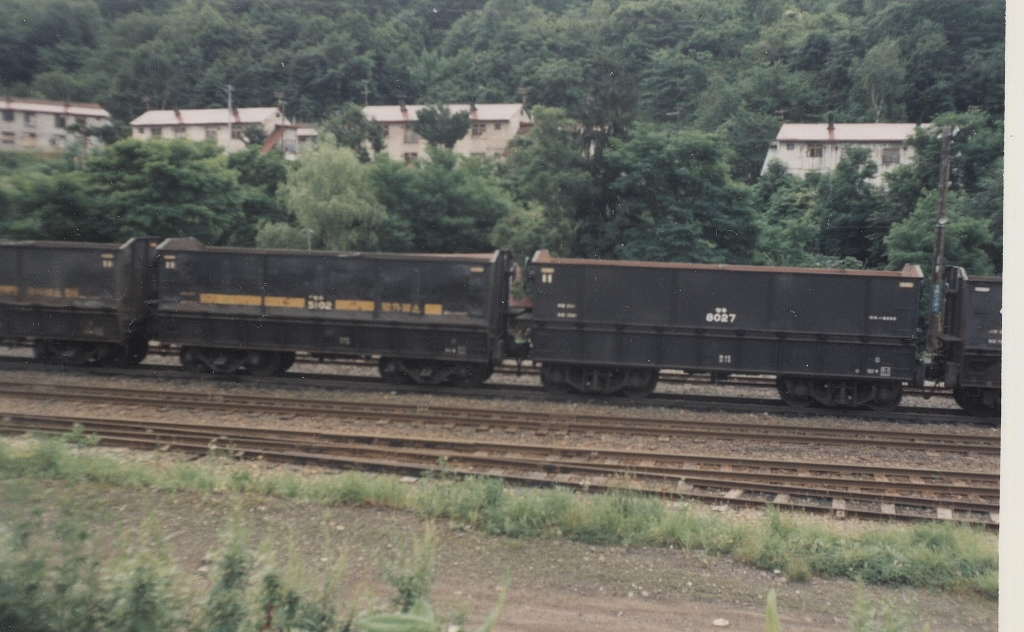
セキ3000形5102・セキ8000形8027

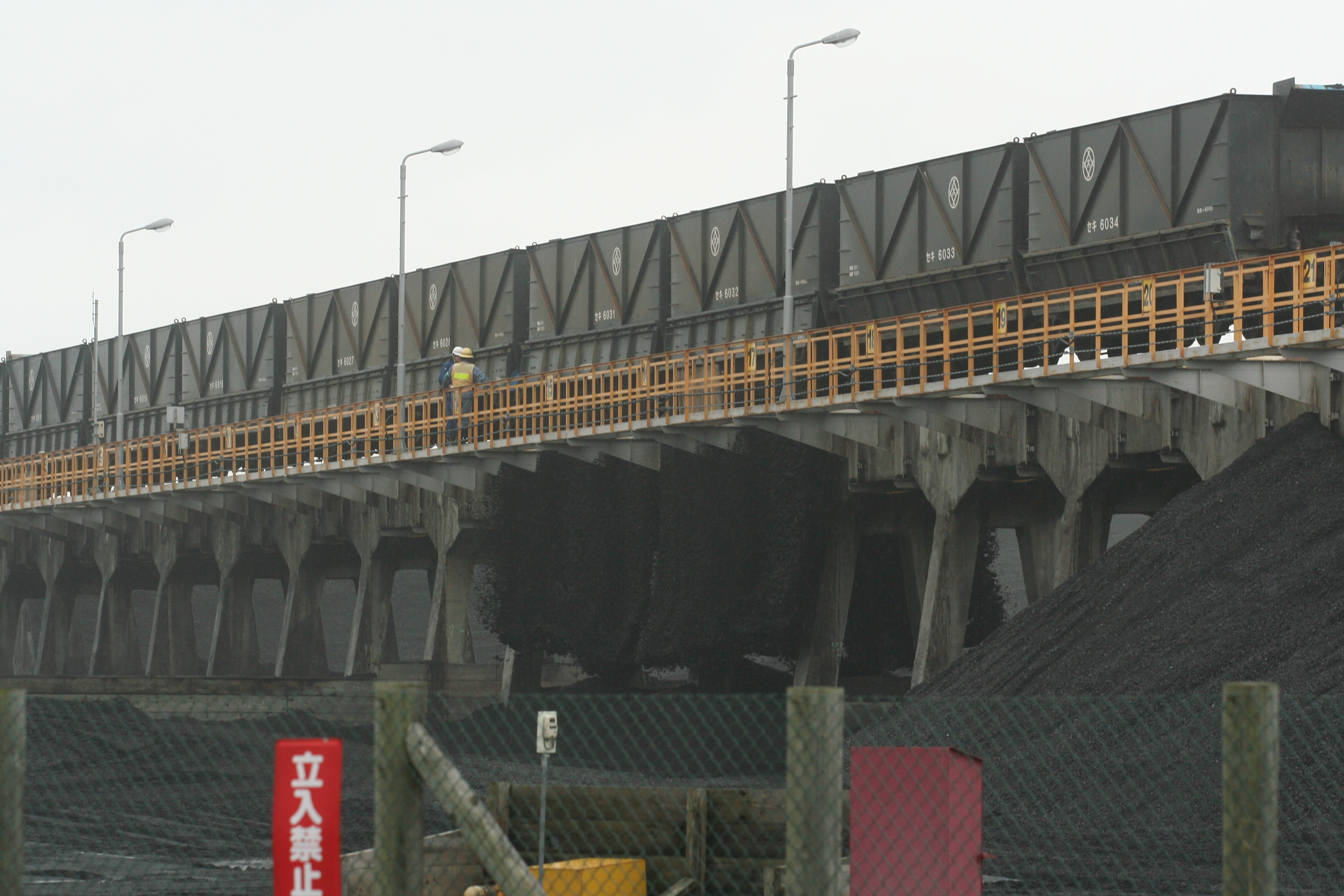
太平洋石炭販売輸送知人駅の桟橋にて取り下ろし中のセキ6000形。車体下部の扉が外側に開き、石炭が排出される

石炭車（せきたんしゃ）とは、石炭輸送（運炭）のための専用貨車である。日本国有鉄道が用いていた記号は「セ」。

## 用途・構造
日本では、石炭車のほとんどがホッパ車である。しかし、歴史的に石炭車は他のホッパ車とは別車種として扱われていた。これは日本の鉄道史においては石炭車が早期に開発され初期の砕石・鉱石用ホッパ車の多くが石炭車をベースに作成されたこと、それぞれの比重に対応させるため設計が異なること、石炭車が基本的にまとまった両数で運用される事などによる。塗色は黒色が用いられる。砕石用のホッパ車との設計上の違いとしては、積荷の設計比重が異なるため石炭車の方が積荷体積が大きく取れるように設計されていること、それに伴う重心の上昇に対応した設計になっている点が挙げられる。
また九州地区と北海道地区では構造が大きく異なる車両を用いていた。北海道では、欧州の一部で見られた側開き式の車両を大型ボギー車化したもので側面から排出を行う構造の石炭車を用いていた。これは海外にも例が少ない独特のものである。北海道では大規模な運炭をしており大規模運炭では底開き式が一般的なのだが、狭軌では開口部が十分とれないこと、、寒冷な気候で下部開口部が凍結する恐れがあるためである。一方、運炭規模が比較的小さい九州では、ドイツの例を手本に九州地区では二軸車かつ車両中心部の底面から排出する車両を使用していた。
アメリカや中国、カナダ、オーストラリアなどの巨大な炭田を有する日本国外の国々でも石炭輸送に同様の貨車が使われていた。
アメリカにおいてはカーダンパーを前提とした背高の無蓋車を用いている。カーダンパーを用いると、車両側にホッパ機構が不要になり、車両を安価で頑丈な構造にできる。また、取り卸し時間も圧倒的に短縮される。

## 運用
九州北部や北海道などで石炭が採掘されていた時代には、蒸気機関車が石炭車を何十両も牽引し、炭鉱から港へと石炭を輸送していた。石炭産業縮小の影響を受けて数を大幅に減らしながらも一部の石炭車は日本貨物鉄道（JR貨物）に引き継がれたが、現在は使われていない。

### 九州への大形ボギー車の転属と，石灰石輸送への転用
美祢線や北九州では石炭車のまま石灰石輸送に転用された。九州で石灰石輸送で転属して来る以前にもボギー車は（石炭輸送で）転属して来ており，入線可能な路線で2軸車と混結されていたのは，セキ3000形式で65㎞制限指定車であった。少なくとも志免炭鉱ではセキ3000形式を混用していたのが確認済みである．本来北海道用のセキ6000形・セキ8000形がほとんど無改造で使用された他、北九州では余剰のセラに蓋を追加して転用した。JRで最後に残った石炭車は、美祢線で石灰石輸送に使われていたセキ6000形・セキ8000形であった。

### 近年まで残存していた石炭輸送

#### 太平洋石炭販売輸送
北海道釧路市にある太平洋石炭販売輸送では釧路コールマインで採掘された石炭を自社保有の石炭車で港まで輸送していた。
日本国内で最後まで残存した炭鉱鉄道だったが、石炭産出量の減少に伴い2019年（平成31年）3月をもって廃止となった。

#### 太平洋セメント熊谷工場
鶴見線扇町駅-秩父鉄道三ヶ尻駅（希に武州原谷駅）間で、ホキ10000形貨車（ホッパ車）を使用して行われている。これは燃料用の輸入炭を、扇町駅に専用線が接続している三井埠頭から、三ヶ尻駅に専用線が接続している太平洋セメント熊谷工場へ輸送するもので、毎日1本運行されている。
2020年（令和2年）3月14日をもって廃止となり、日本国内から鉄道による石炭輸送が完全に消滅した。

## 主な形式

### 二軸車
二軸車は九州北部の産炭地で用いられた。

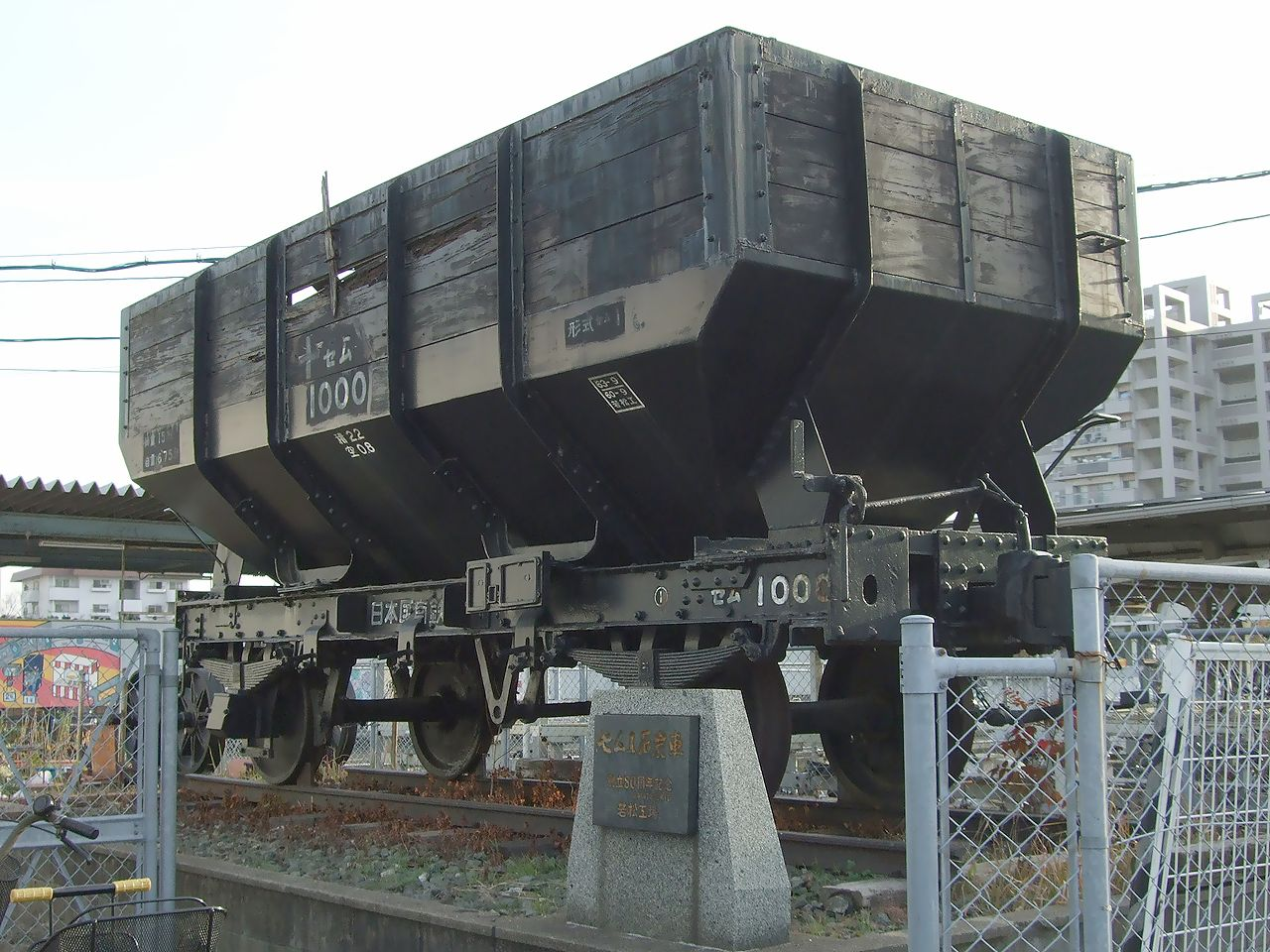
セム1
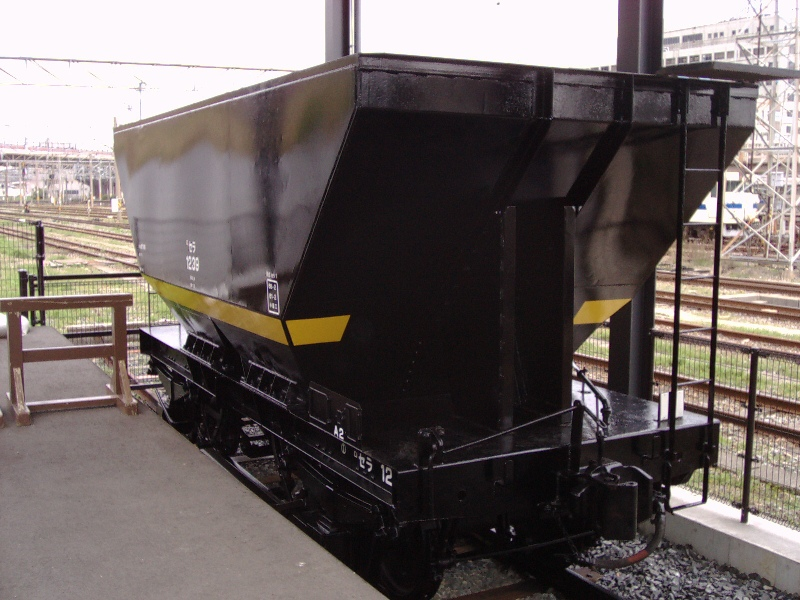
セムフ1
- セムフ1000
- セム6000
- セム8000
- セラ1
- セフ1

- セム1形
- セラ1形

### 大形ボギー車
ボギー車は北海道と九州北部の産炭地で用いられた。
- セキ1
- セキ600
- セキ1000
- セキ3000
- セキ6000
- セキ8000

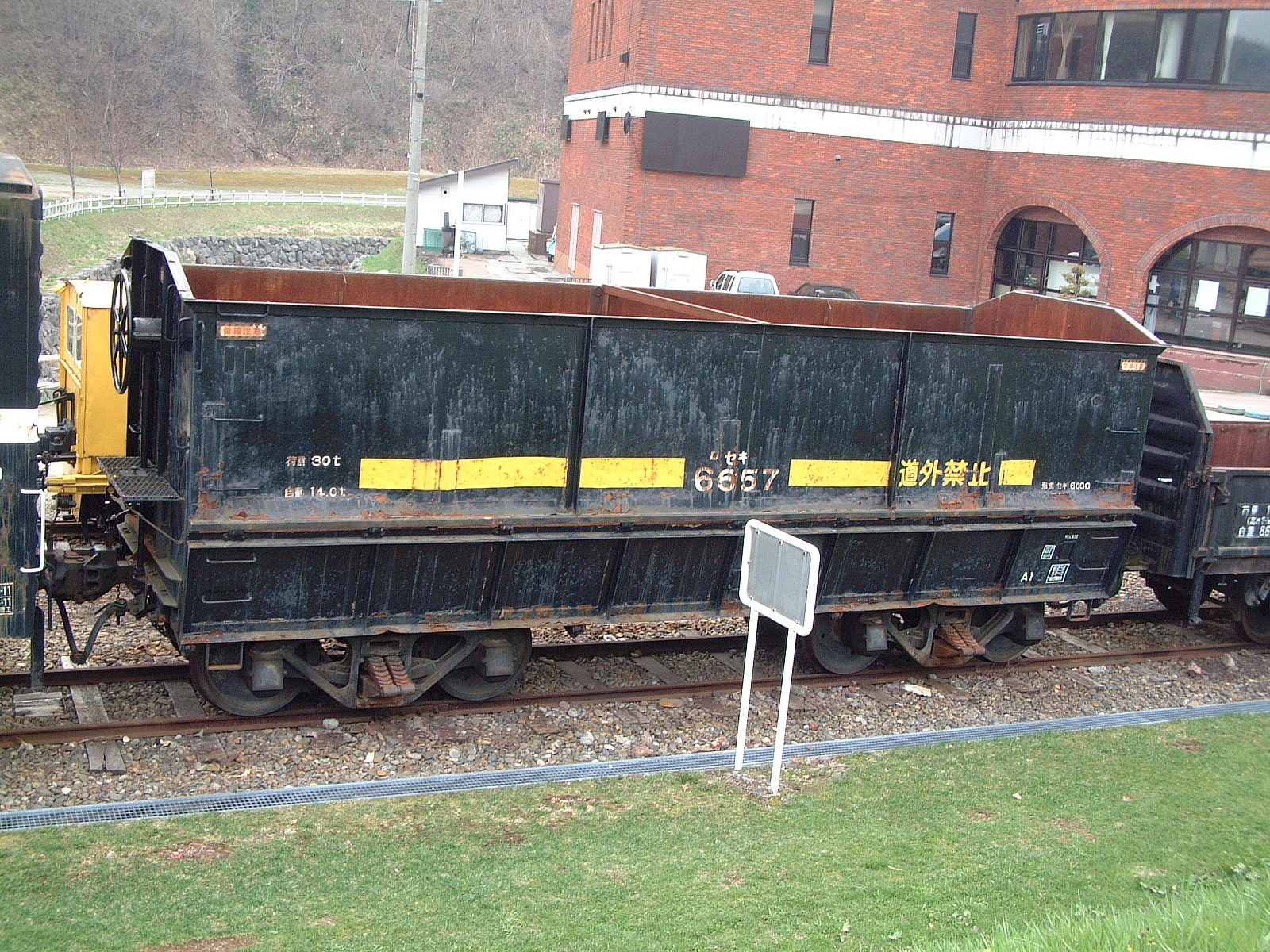
セキ6000形
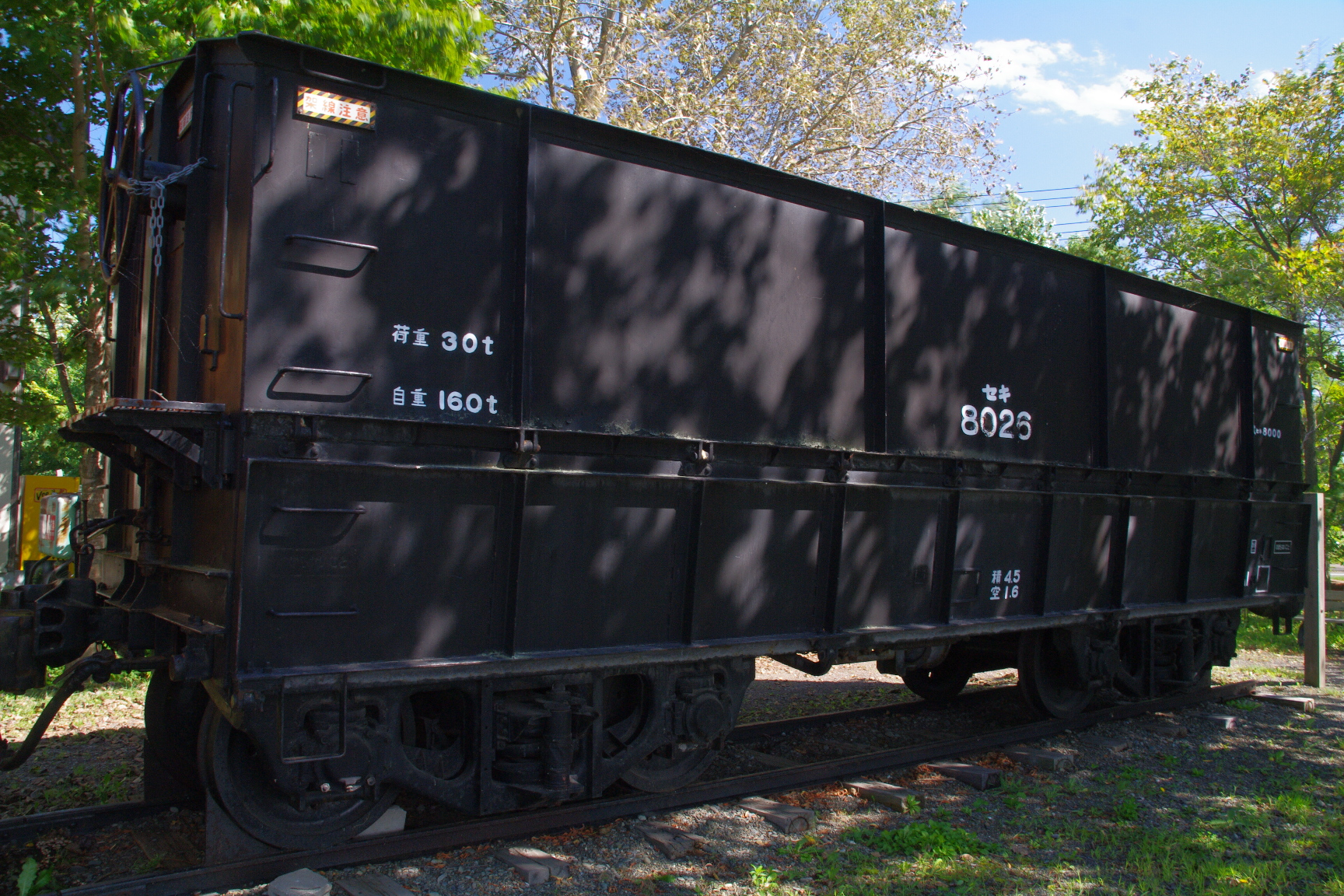
セキ8000形

## 私鉄の石炭車

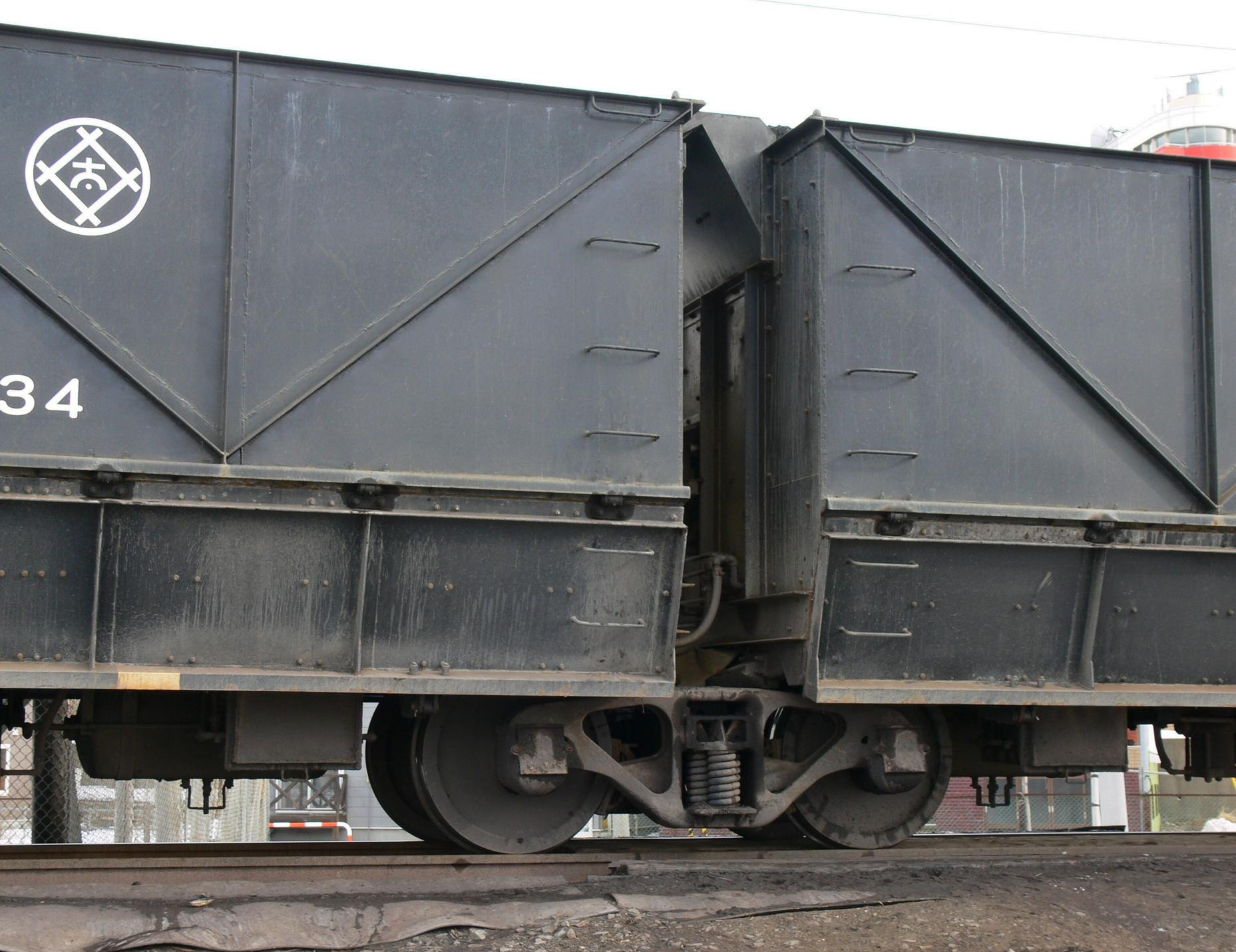
太平洋石炭販売輸送のセキ6000形　貨車では珍しい連接構造を持つ。

北海道や九州の産炭地では、炭鉱所有企業が炭鉱と国鉄線を結ぶ鉄道を引くことが一般的であった。距離が短い場合は専用側線とした場合もあるが、多くの炭鉱では国鉄線と炭鉱の間に距離があり専用鉄道（本格的に旅客輸送を行った鉄道は地方鉄道）として、独立した鉄道として運営されていた。このような炭鉱の石炭輸送を目的とした専用鉄道・地方鉄道を、「炭鉱鉄道」と呼ぶことがある。

製品出荷に使用する石炭車は国鉄の車両を使用したが、一部の鉄道では自社線内で完結する石炭輸送用に独自の石炭車を持つ場合もあった。
三井三池鉄道セナ1形
九州の大牟田市・荒尾市にあった三井三池炭鉱の専用鉄道（通称・三池鉄道）では、自社線内用（炭鉱-九州電力）に2軸の石炭車を石炭輸送用として使用していた。初期は木造の小型車であったが、その代替として国鉄セラ1型を譲受して使用した。なお、系列の三井セメントが使用していたホラ1型もほぼ同型のため譲り受け、同系列に組み込んでいる。三池炭鉱の閉山とともに廃車となっている。
太平洋石炭販売輸送セキ6000形
北海道の釧路市にある太平洋炭礦（現釧路コールマイン）で採れる石炭を、釧路港知人埠頭まで運ぶ鉄道で運用されていた石炭車。2両1セットで連接構造を持つ特異な構造をしている。最後の炭鉱鉄道に残る最後の石炭車だったが、先述の通り2019年（平成31年）3月をもって釧路港における石炭輸送が廃止されたため、本車も廃車となった。